# Комутативна алгебра
Комутативната алгебра е дял на математиката изучаващ комутативни пръстени и алгебри, както и свързаните с тях идеали и модули. Началата на комутативната алгебра се търсят в други две алгебрически науки - алгебричната геометрия и алгебричната теория на числата. В съвременната математика комутативната алгебра дава пълния набор локални инструменти нужни за изучаването на агебричната геометрия.

## История
В началото, позната като теория на идеалите, комутативната алгебра възниква в работите на Леополд Кронекер, Ернст Кумер, Рихард Дедекинд и Давид Хилберт. Еми Ньотер, базирайки се на споменатите автори, изгражда абстракто-аксиоматичния подход към предмета. На нея се приписва и съвременният подход към предмета, използващ теория на модулите, въпреки че наченки може да се открият още в трудовете на Кронекер. Емануел Ласкер въвежда централното, за предмета, понятие прост идеал, което предствавлява удобно обобщение на понятието просто число от теория на числата и точка от геометрията.